# Hrabstwo Hamilton (Ohio)
Hrabstwo Hamilton (ang. Hamilton County) – hrabstwo w USA, w stanie Ohio. Według danych z 2000 roku hrabstwo miało 845 303 mieszkańców. Nazwa hrabstwa pochodzi od nazwiska Alexandra Hamiltona.

## Miasta
- Blue Ash
- Cheviot
- Cincinnati
- Deer Park
- Fairfield
- Forest Park
- Harrison
- Indian Hill
- Loveland
- Madeira
- Milford
- Montgomery
- Mount Healthy
- North College Hill
- Norwood
- Reading
- Sharonville
- Springdale
- Wyoming

## Wsie
- Addyston
- Amberley
- Arlington Heights
- Cleves
- Elmwood Place
- Evendale
- Fairfax
- Glendale
- Golf Manor
- Greenhills
- Lincoln Heights
- Lockland
- Mariemont
- Newtown
- North Bend
- Silverton
- St. Bernard
- Terrace Park
- Woodlawn

## CDP
- Blue Jay
- Brecon
- Bridgetown
- Camp Dennison
- Cherry Grove
- Coldstream
- Concorde Hills
- Covedale
- Delhi Hills
- Delshire
- Dent
- Dillonvale
- Dry Ridge
- Dry Run
- Dunlap
- Elizabethtown
- Finneytown
- Forestville
- Fruit Hill
- Grandview
- Groesbeck
- Highpoint
- Hooven
- Kenwood
- Mack
- Miami Heights
- Miamitown
- Monfort Heights
- Mount Healthy Heights
- New Baltimore
- New Burlington
- New Haven
- Northbrook
- Northgate
- Plainville
- Pleasant Hills
- Pleasant Run
- Pleasant Run Farm
- Remington
- Rossmoyne
- Salem Heights
- Shawnee
- Sherwood
- Sixteen Mile Stand
- Skyline Acres
- Taylor Creek
- Turpin Hills
- White Oak